# Триголо
Трѝголо (на италиански: Trigolo, на местен диалект: Trìgol, Трпгол) е село и община в Северна Италия, провинция Кремона, регион Ломбардия. Разположено е на 70 m надморска височина. Населението на общината е 1703 души (към 2016 г.).